# Chicón
El Chicón és una muntanya de la serralada Urubamba, una secció dels Andes que es troba al Perú. El cim s'eleva fins als 5.530 msnm. Es troba al departament de Cusco, districte d'Urubamba, al nord-est del poble de Yucay, al sud-est del Pumahuanca i al sud-oest del Sirihuani.
La primera ascensió va tenir lloc el 1958.